# Love Is a Many-Splendored Thing
Love Is a Many-Splendored Thing is een Amerikaanse romantische dramafilm uit 1955 onder regie van Henry King. De film is gebaseerd op de autobiografie A Many-Splendoured Thing van Han Suyin en werd destijds in Nederland uitgebracht onder de titel De grote schittering.

## Verhaal
De film begint in 1949. Han Suyin is een Euraziatische dokter - dochter van een Chinese man en een Engelse vrouw - die werkzaam is in een praktijk in Hongkong. Hier neemt ze een Chinees meisje onder haar hoede dat ze Oh-No noemt. Op een cocktailfeest ontmoet ze de Amerikaanse journalist Mark Elliott. Het tweetal is duidelijk in elkaar geïnteresseerd, maar Han is niet zeker of ze op date met hem moet gaan. Haar Britse collega John Keith vertelt haar later op de avond dat Mark getrouwd is. Desondanks spreekt Suyin met Mark af en vertelt hem dat ze de weduwe is van een vermoorde Chinese generaal. 

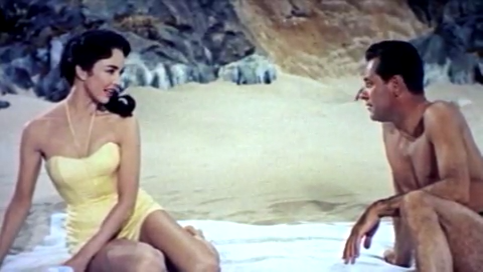
Suyin en Mark delen een romantisch moment aan het strand

Het duurt niet lang voordat Suyin en Mark een affaire met elkaar beginnen, ondanks waarschuwingen van John over Marks echtgenote die in Singapore woont en van wie Mark zes jaar eerder vervreemd is geraakt. Mark probeert uit te leggen dat zijn vrouw geen rol meer speelt in zijn leven, maar Han wil niet in een ingewikkelde drama belanden en sommeert hem zijn mond te houden. Ze probeert haar gevoelens voor Mark te onderdrukken, maar heeft hier geen succes in. Uitgaan met een getrouwde westerling betekent een groot schandaal, en Han wil bovendien trouw blijven aan haar roots. Onlangs gaf ze een oude vriendin, Suzanne, nog kritiek voor haar relatie met een Brit en het verloochenen van haar achtergrond.
Niet veel later brengt ze de woede van Mark op haar hals door een uitnodiging van een derde oom te accepteren om hem te bezoeken in Chungking. Mark vindt dat ze haar emoties ontvlucht, terwijl Han vindt dat ze juist wat tijd nodig heeft om uit te zoeken welke keuze ze wil maken. In Chungking krijgt ze van haar zus Suchen te horen dat zij vreest dat ze zal worden vermoord door de communisten omdat ze datet met een buitenlander; Suyin belooft haar dat ze een paspoort zal regelen zodat ze naar Hongkong kan vluchten. Ondertussen arriveert Mark ook in Chungking en vertelt Suyin dat hij van haar houdt. Met toestemming van haar derde oom accepteert ze een huwelijksaanzoek.
Terwijl Mark naar Singapore vertrekt om een scheiding te regelen, ontfermt Suyin zich verder over Oh-No. De elite van Hongkong krijgt lucht van de relatie en zet druk op Suyin om deze te verbreken. Suyin negeert hen en gaat met Mark - wiens vrouw hem geen scheiding wil geven - naar Macau. Daar brengen ze hun dagen door in de bergen met het citeren van gedichten. Het romantisch uitje komt al gauw tot een eind wanneer Mark wordt opgeroepen om verslag te doen van de Koreaanse Oorlog. Suyin keert verdrietig terug naar Hongkong, waar ze wordt geïnformeerd dat ze is ontslagen. Ze weigert terug te keren naar het communistische China en neemt intrek bij een kennis. Haar enige troost vindt ze in de brieven van Mark,  totdat ze te horen krijgt dat hij is omgekomen bij een bomaanslag.

## Rolverdeling
| Acteur          | Personage             |
| --------------- | --------------------- |
| William Holden  | Mark Elliott          |
| Jennifer Jones  | Dokter Han Suyin      |
| Torin Thatcher  | Humphrey Palmer-Jones |
| Isobel Elsom    | Adeline Palmer-Jones  |
| Murray Matheson | Dokter John Keith     |
| Virginia Gregg  | Anne Richards         |
| Richard Loo     | Robert Hung           |
| Soo Yong        | Nora Hung             |
| Philip Ahn      | Derde oom             |
| Jorja Curtright | Suzanne               |
| Donna Martell   | Suchen                |
| Candace Lee     | Oh-No                 |

## Productie

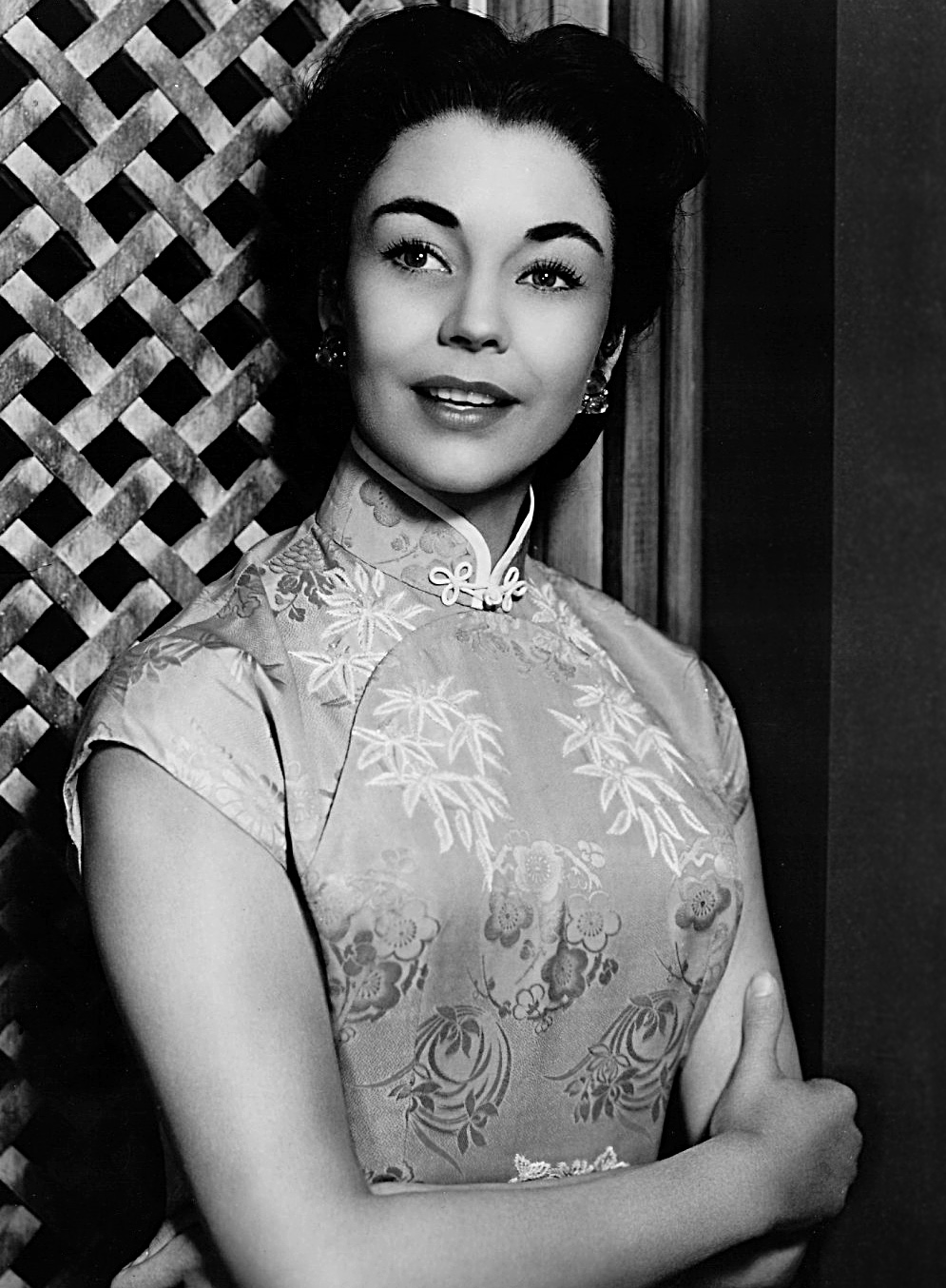
Jennifer Jones in een publiciteitsstill voor de film

De rechten van het boek werden gekocht door David Brown en waren bedoeld voor producent Sol C. Siegel. Het boek werd in 1952 al aan de keuring gepresenteerd, maar werd toen afgewezen omdat het overspel zou verheerlijken. Toen Siegel 20th Century Fox verliet, werd Buddy Adler aangesteld als zijn vervanger. Na enkele wijzigingen aan de inhoud werd het project in 1955 goedgekeurd.  Het personage van Mark Elliot was eigenlijk Brits, maar dit werd veranderd naar Amerikaans toen William Holden werd aangesteld. Holden werd van Paramount Pictures geleend voor de rol.
In maart 1955 vertrok de cast en crew naar Hongkong om daar de scènes gedurende enkele weken op locatie op te nemen. In een tijd waar films uitsluitend in de studio werden opgenomen, was dit een ongebruikelijke keuze. De scènes werden opgenomen voordat het scenario afgerond was, waardoor scenarist John Patrick was genoodzaakt om het verhaal aaneen te sluiten rondom het geschoten materiaal.
De film kwam voor Jennifer Jones op het juiste moment: ze had inmiddels een reeks flops op haar naam staan en stond onder hevige toezicht van haar echtgenoot, de studiobaas David O. Selznick. Vanwege drukte kon Selznick weinig druk uitoefenen op de productie van deze film, hetgeen ten goede kwam voor het resultaat. Jones stond bekend om moeilijk zijn om mee samen te werken en kon niet goed opschieten met Holden. Ze klaagde over zijn houding naar haar toe; Holden ergerde zich aan haar gedrag en beweerde dat ze knoflook at vlak voordat romantische scènes werden opgenomen. Naar verluidt bood hij haar tijdens de draaiperiode witte rozen aan om hun samenwerking te verbeteren, maar gooide zij deze in zijn gezicht.

## Ontvangst
De film werd binnen de beoogde drie maanden afgerond. Hoewel het een bioscoopsucces werd, lokte hij wisselvallige reacties uit. De Telegraaf bekritiseerde de hoofdrolspelers: "De film geeft een goed beeld van het leven in Hongkong, maar het spel van Jennifer Jones en ook van William Holden is er een beetje al te zeer gericht er 'n zwaarwichtig werk van te maken. De hoofdpersonen zijn ongeloofwaardig en het geheel ontkomt niet aan de sentimentaliteit." Recensent van Het vrĳe volk schreef dat de film niet geslaagd is, maar was van mening dat Holden "voortreffelijk" acteerde en dat Jones "niet in het reine" kwam.
Eind jaren 60, begin jaren 70 werd in de Verenigde Staten een gelijknamige soapserie Love is a Many Splendored Thing gebaseerd op de film uitgezonden.

## Prijzen en nominaties
| Jaar | Prijs                               | Categorie                                            | Genomineerde(n)                                                 | Uitslag      |
| ---- | ----------------------------------- | ---------------------------------------------------- | --------------------------------------------------------------- | ------------ |
| 1956 | Academy Awards                      | Beste Kostuumontwerp                                 | Charles Le Maire                                                | Gewonnen     |
| 1956 | Academy Awards                      | Beste Originele Lied                                 | Sammy Fain (muziek) en Paul Francis Webster (lyrics)            | Gewonnen     |
| 1956 | Academy Awards                      | Beste Muziek                                         | Alfred Newman                                                   | Gewonnen     |
| 1956 | Academy Awards                      | Beste Film                                           | Buddy Adler                                                     | Genomineerd  |
| 1956 | Academy Awards                      | Beste Actrice                                        | Jennifer Jones                                                  | Genomineerd  |
| 1956 | Academy Awards                      | Beste Cinematografie                                 | Leon Shamroy                                                    | Genomineerd  |
| 1956 | Academy Awards                      | Beste Art Direction                                  | Lyle R. Wheele, George W. Davis, Walter M. Scott en Jack Stubbs | Genomineerd  |
| 1956 | Academy Awards                      | Beste Geluid                                         | Carlton W. Faulkner                                             | Genomineerd  |
| 1956 | Golden Globes                       | Beste Film waarin buitenlands begrip wordt gepromoot | Love Is a Many-Splendored Thing                                 | Gewonnen     |
| 1956 | Photoplay Awards                    | Gouden Medaille                                      | Love Is a Many-Splendored Thing                                 | Gewonnen     |
| 1956 | New York Film Critics Circle Awards | Beste Actrice                                        | Jennifer Jones                                                  | Derde plaats |